# Operacja Tan nr 2
Operacja Tan nr 2 – kryptonim ataku kamikaze wymierzonego w główne kotwicowisko okrętów alianckich na wodach atolu Ulithi, który został przeprowadzony 11 marca 1945 roku.
Japończycy mieli nadzieję, że uda im się zaskoczyć Flotę Pacyfiku i zatopić lub uszkodzić znaczącą liczbę lotniskowców lub innych dużych okrętów kotwicujących na niewielkim stosunkowo obszarze atolu. Dla przeprowadzenia ataku samobójczego z lotnisk w Japonii wystartowały 24 dwusilnikowe samoloty bombowe Yokosuka P1Y (Frances). Towarzyszyło im 6 ciężkich łodzi latających Kawanishi H8K (Emily), te jednak nie miały uczestniczyć w samobójczym ataku, a jedynie zbombardować okręty przeciwnika.
Atak się nie powiódł. Siedemnaście maszyn musiało zawrócić z przyczyn technicznych, a do celu dotarły zaledwie dwa samoloty „Frances”. Było już po zapadnięciu ciemności. Jeden z kamikaze zanurkował i trafił lotniskowiec USS „Randolph” w rufową część prawej burty, tuż poniżej pokładu startowego, zabijając 27 ludzi i raniąc 105. Drugi rozbił się na wysepce Sorlen, prawdopodobnie uznając drogę i stojącą obok wieżę obserwacyjną za amerykański okręt; poza samobójczą załogą nikt nie zginął, ale kilku żołnierzy amerykańskich zostało poranionych odłamkami i poparzonych rozpryskującym się, płonącym paliwem. „Randolph” został wyremontowany na miejscu i ponownie dołączył do floty w kwietniu 1945 roku, gotów do wzięcia udziału w bojach o Okinawę.